# Glenne Headly
Glenne Aimee Headly (ur. 13 marca 1955 w New London w stanie Connecticut, zm. 8 czerwca 2017 w Santa Monica w Kalifornii) – amerykańska aktorka teatralna, filmowa i telewizyjna.

## Filmografia
- 1985: Fandango (Fandango) – Trelis
- 1985: Eleni (Eleni) – Joan
- 1987: Mężczyzna idealny (Making Mr. Right) – Trish
- 1987: Nadine (Nadine) – Renée Lomax
- 1988: Parszywe dranie (Dirty Rotten Scoundrels) – Janet Colgate
- 1990: Dick Tracy (Dick Tracy) – Tess Trueheart
- 1991: Motywy zbrodni (Mortal Thoughts) – Joyce Urbanski
- 1994: Potyczki z tatą (Getting Even with Dad) – Theresa
- 1995: Symfonia życia (Mr. Holland’s Opus) – Iris Holland
- 1996: Sierżant Bilko (Sgt. Bilko) – Rita Robbins
- 1996–1997: Ostry dyżur (ER) – dr Abby Keaton
- 1998–1999: Brawo, bis! (Encore! Encore!) – Francesca Pinoni
- 1999: Śniadanie mistrzów (Breakfast of Champions) – Francine Pefko
- 2001: Sądny dzień (What's the Worst that Could Happen?) – Gloria Sidell
- 2001: Ścigany (The Fugitive) – Renee Charnquist
- 2003–2006: Detektyw Monk (Monk) – Karen Stottlemeyer
- 2004: Na zakręcie (Around the Bend) – Katrina
- 2006: Czas na rewanż (Comeback Season) – Deborah Pearce
- 2006: Imiennik (The Namesake) – Lydia
- 2009: Niedościgli Jonesonowie (The Joneses) – Summer Symonds
- 2012: Świry (Psych) – Grace Larsen
- 2013: Don Jon (Don Jon) – Angela
- 2013: Wirtualna liga (The League) – Gloria
- 2015: Modlitwa na telefon (Dial a Prayer) – Mary
- 2016: Długa noc (The Night Of) – Alison
- 2017: Krąg  (The Circle) – Matka Mae